# Region Centralno-Północny
Region Centralno-Północny (fr. Region Centre-Nord) – jeden z 13 regionów w Burkinie Faso, znajdujący się w centralno-północnej części kraju.
W skład regionu wchodzą 3 prowincje:
- Bam
- Namentenga
- Sanmatenga